# Skrzydło typu mewa

Górnopłat ze skrzydłem typu mewa

Dolnopłat odwróconym skrzydłem mewy

Skrzydło typu mewa (skrzydło mewy) – odmiana płata nośnego, który oglądany z przodu ma wyraźne załamanie w którymś miejscu jego długości, zazwyczaj przy nasadzie skrzydła. Nazwa wywodzi się od wyglądu skrzydła mewy. Skrzydła typu mewa mogą być używane z wielu powodów - w celu powiększenie widoczności z kabiny pilota (w przypadku górnopłatów), zwiększenia odległości silników od powierzchni wody (łodzie latające), poprawienia niektórych charakterystyk lotu (szybowce), zwiększenia prześwitu pomiędzy spodem kadłuba a ziemią (odwrócone skrzydło mewy w dolnopłatach). Odmianą skrzydła mewy jest płat Puławskiego.

## Szybowce
Pierwszym płatowcem ze skrzydłem typu mewa był zbudowany w 1921 bezogonowy szybowiec Weltensegler. Szybowiec rozbił się w pierwszym locie z powodu zbyt słabej konstrukcji skrzydeł, niemniej był to pierwszy szybowiec w historii, który po starcie wzbił się na większą wysokość niż ta, z której wystartował. Późniejsze badania wykazały, że płatowce ze skrzydłami typu mewa mają lepsze charakterystyki przeciągnięcia, ale mają gorszą doskonałość aerodynamiczną i prędkość wznoszenia. Skrzydła typu mewa były często używane w wyczynowych szybowcach jeszcze do lat 50. Stosowane były w takich konstrukcjach jak Bowlus Senior Albatross, DFS Habicht, DFS Kranich, DFS Reiher, Göppingen Gö 3 Minimoa, Lippisch Fafnir, Ross RS-1 Zanonia, Schweyer Rhönsperber czy Slingsby Kite.

## Łodzie latające
W latach 30. skrzydło typu mewa było wykorzystywane przez niektóre łodzie latające. W tym przypadku skrzydło mewa było używane aby jak najbardziej oddalić silniki, umieszczane w miejscu zagięcia skrzydeł, od powierzchni wody pozwalając na użycie śmigieł o jak największej średnicy,
Pierwszym wodnosamolotem o takim układzie skrzydeł był najprawdopodobniej powstały w 1933 Short Knuckleduster. Innymi wodnosamolotami ze skrzydłem mewy były takie konstrukcje jak Martin PBM Mariner, Martin P5M Marlin, Be-12, Be-6, Dornier Do 26 czy Piaggio P.136.

## Płat Puławskiego
Pod koniec lat 20. XX wieku Zygmunt Puławski zaprojektował myśliwiec PZL P.1, który otrzymał skrzydło typu mewy nazywane czasami także „skrzydłem Puławskiego” lub „polskim skrzydłem”. Patent na skrzydło został zgłoszony 4 grudnia 1929 i udzielony 18 maja 1931. Patent opisywał:

Skrzydło płatowca o układzie górnopłatowym, znamienne tem, że posiada przy kadłubie takie wygięcie ku dołowi, iż środkowa część górnego jego obrysu znajduje się na poziomie lub poniżej dolnego obrysu.

Płat Puławskiego został opracowany w celu poprawienia widoczności z kabiny pilota. Taki układ skrzydła używany był w takich samolotach jak PZL P.11 czy PZL P.24.
Patent Pułaskiego obejmował tylko górnopłatowce ale podobne rozwiązanie stosowano także w górnych płatach niektórych samolotów dwupłatowych takich jak I-153 czy I-15.

## Odwrócone skrzydło mewy
Odwrócone skrzydło mewy zostało opracowane z podobnych powodów dla których w łodziach latających czasami używano skrzydła mewy, czyli w celu zwiększenia prześwitu pomiędzy dołem kadłuba a ziemią. Największa różnica polega na tym, że wodnosamoloty były górnopłatami, a samoloty z odwróconym skrzydłem mewy były dolnopłatami.
Układ taki zastosowano na przykład w samolotach Vought F4U Corsair pozwalając na użycie stosunkowo krótkiego podwozia i śmigła o dużej średnicy czy Aichi B7A i Junkers Ju 87 pozwalając na przenoszenie dużego ładunku bombowego/torpedowego pod kadłubem samolotu.